# Río Negro (Presidente Hayes)

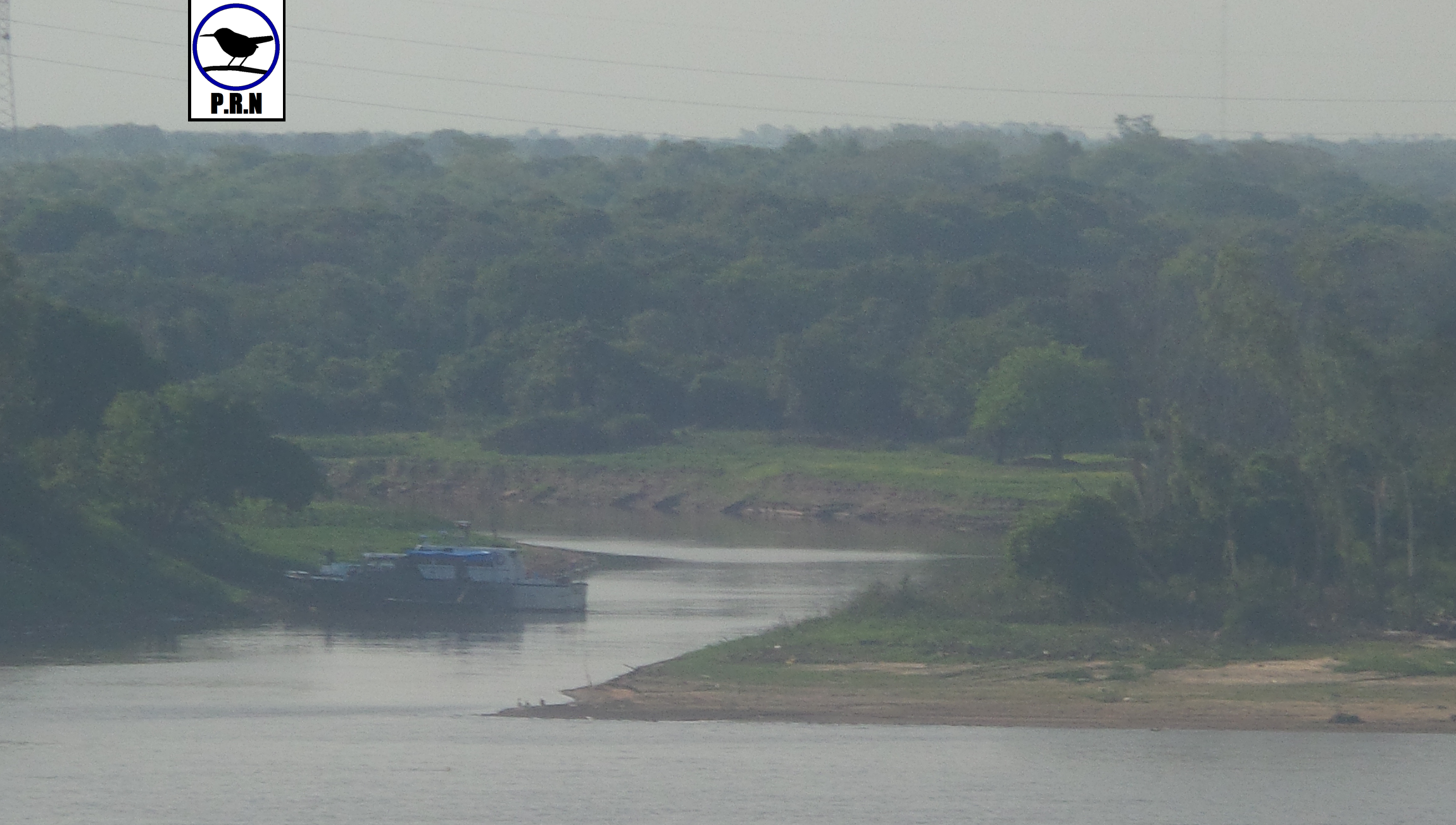
Desembocadura del Riacho Negro con el Rio Paraguay

El río Negro, llamado por algunos riacho Negro, es un cauce hídrico del Departamento de Presidente Hayes (Paraguay) cuya naciente se encuentra en el "Bajo Chaco" y su desembocadura en la margen derecha del río Paraguay frente a una colina de Asunción conocida como Itápyta Punta. 
Su formación se debe a los excesos de agua hecho por las lluvias en las pequeñas lagunas y esterales de esta región chaqueña (Al sur del Departamento de Presidente Hayes y en las cercanías de la capital del Paraguay). Este mismo cauce está enlazado con el río Pilcomayo el cual cumple el papel de límite natural entre los municipios de José Falcón y Nanawa (Ex Puerto Elsa), cobrando así mucho caudal para su navegabilidad. Este surco recorre las jurisdicciones de los municipios Villa Hayes, José Falcón, y Nanawa.
Este río es de mucha importancia para el comercio entre las naciones de Argentina y Paraguay; ya que pequeñas embarcaciones ingresan a este cauce por el gran río Paraguay hasta la localidad de Puerto Elsa, a fin de transportar las mercaderías que van y vienen de la ciudad de Clorinda, Provincia de Formosa, de la República Argentina.
- Datos: Q6115461